# Spring Cup (herrvolleyboll)
Spring Cup var en årlig volleybollturnering för landslag i Europa som hölls första gången 1962 i Belgien. Den hette ursprungligen Västeuropacupen och var fram till 1989 en turnering för lag i västeuropa. Sista upplagan av turneringen hölls 2006.